# Thrypticomyia dichaeta
Thrypticomyia dichaeta là một loài ruồi trong họ Limoniidae. Chúng phân bố ở miền Australasia.